# Vincent Siew
Vincent C. Siew (chino tradicional: 蕭萬長; chino simplificado: 萧万长; Wade-Giles: Hsiao Wan-ch'ang; Pinyin: Xiāo Wàncháng; Nacido en Chiayi, Taiwán, el 3 de enero de 1939), Fue el primer primer ministro nacido taiwanés de la República de China y vicepresidente anterior del Partido Kuomintang de Taiwán (KMT). Siew fue Vicepresidente de Taiwán, habiendo ganado las Elecciones Presidenciales de candidato a la vicepresidencia el 22 de marzo de 2008 con su compañero de lista Ma Ying-jeou. 
Nacido en la Ciudad de Chiayi en la entonces colonia japonesa de Taiwán, Siew se graduó del Departamento de la Diplomacia en la Universidad Nacional de Chengchi en 1961, y recibió un máster del Instituto Graduado del Derecho internacional y la Diplomacia en la Universidad Nacional de Chengchi en 1965. 
Trabajó en el Consulado Genera de la República de China en Kuala Lumpur, Malasia desde 1966 hasta 1972. Él fue denominado al Comité Central del Kuomintang en 1988. Él fue designado como Ministro de Asuntos Económicos de 1990 a 1993. Como Presidente para el Desarrollo de Planeamiento económico, él representó al Presidente Lee Teng-hui, quien estuvo prohibido asistir personalmente, en las cumbres anuales de líderes de APEC de 1993 y 1994.
Siew fue elegido miembro del Yuan Legislativo entre 1996 y 1997. El sirvió como primer ministro desde 1997 ha sta 2000. Él fue el candidato a la vicepresidencia del partido Kuomintang en 2000 en el boleto de Lien Chan.
Siew está casado con Susan Chu (朱俶賢 Zhū Shúxián) y tiene tres hijas: Ru-ting (蕭如婷), Jia-fen (蕭如芬), y Jhih-you (蕭至佑 Zhìyòu). 
Siew es el presidente anterior de la Institución Chung-Hua para la Investigación Económica (Siew se sometió su renuncia el 24 de junio de 2007 después de su nominación a la vicepresidencia del partido Kuomintang) y el presidente de titular de la Fundación del Mercado Común del Estrecho. El dimitió como vicepresidente del Kuomintang y todos los otros puestos en el partido antes de las elecciones legislativas de diciembre. Él fue criticado por la Coalición Pan-Azul para no tomar un papel más grande en la campaña de Lien-Soong y actuando como coordinador para un grupo privado de consejeros económicos para el presidente Chen Shui-bian. 
En mayo de 2007, Siew fue mencionado como un posible candidato a la vicepresidencia para el nominado presidencial del Kuomintang, Ma Ying-jeou. Esta especulación se cumplió después de que el Portavoz del Yuan Legislativo Wang Jin-pyng disminuyera la oferta de Ma para ser su candidato a la vicepresidencia. En el 23 de junio de 2007, terminando semanas de la especulación, Ma introdujo formalmente a Siew para ser su candidato a la vicepresidencia. El 2008 corren en segundo lugar boleto de Siew, seleccionado también como el candidato a la vicepresidencia del Kuomintang de boleto de Lien Chan en 2000. 
El 22 de marzo, Ma y Siew ganaron efectivamente las Elecciones Presidenciales de 2008. El y Ma ganaron con 7.659.014 (58.45%) de los votos contra Hsieh y Su 5.444.949 (41.55%) de los votos. 
En el 11 de abril de 2008, Vincent Siew partió desde Taiwán para asistir al Foro de Boao para Asia, realizado en Bo'ao, Hainan, que es administrado por China. Siew es un delegado fundador del foro de 2001, y él asistió una vez más en su capacidad como presidente de los Fondos del Mercado común del Estrecho. Siew se había encontrado con presidente de la República Popular China Hu Jintao en Bo'ao en 2001. Sin embargo, su estatus especial como el vicepresidente electo en 2008 hizo a su asistencia más significativa, pero también más polémico en Taiwán. Su reunión con Hu Jintao fue el cambio más alto del nivel entre Taiwán y China continental desde la visita del Partido Kuomintang de Taiwán a China continental en 2005. El nivel de la recepción para Siew en Hainan fue escalado por consiguiente y equivalió al reservado para Lien Chan en 2005. 
En el 12 de abril de 2008, Vincent Siew encontró con Hu Jintao en el Foro de Asia de Bo'ao como parte de la delegación de la Fundación del Mercado común del Estrecho, que también incluyó otros anteriores y futuros funcionarios del estado y a dirigentes empresariales de Taiwán. En la reunión, Siew y Hu cambiaron su optimismo para relaciones de ambos lados del estrecho bajo el nuevo liderazgo taiwanés de Ma Ying-jeou y Vincent Siew. Hu pidió que Siew transmitiera sus saludos a Ma Ying-jeou, al presidente Wu Po-hsiung del Kuomintang y presidente honorario Lien Chan. Siew levantó el asunto de vuelos regulares del estrecho y la reanudación de conversaciones regulares entre los dos gobiernos, las proposiciones a que Hu expresó el acuerdo. 
Siew, junto con Ma, juró como Vicepresidente de la República de China el 20 de mayo de 2008 en Taipéi. 
| Predecesor: Lien Chan  | Primer ministro de la República de China 1997 - 2000 | Sucesor: Tang Fei   |
| Predecesor: Annette Lu | Vicepresidente de la República de China 2008 - 2012  | Sucesor: Wu Den-yih |

- Datos: Q700659
- Multimedia: Vincent Siew / Q700659